# П-1 (перехватчик)
«Изделие П» — опытный советский истребитель-перехватчик конца 1950-х годов, созданный в ОКБ-1 Павла Сухого. Был построен прототип; из-за проблем с двигательной установкой и вооружением в серию не пошёл.

## История создания
Вскоре после разработки самолётов С-1 и Т-3 — первых для восстановленного в 1953 году ОКБ Сухого — в Отделе общих видов началось эскизное проектирование самолёта «перехватчик первый» П-1, предназначавшегося для работы в системе перехвата «Ураган-1». Машина разрабатывалась на основании постановления Совета министров с конца 1954 года. Основным вариантом был двухместный самолёт, хотя рассматривался и одноместный вариант.
Первоначально для установки на перехватчик рассматривались три варианта двигателей: два АЛ-9,   один АЛ-11 или один Р15Б-300. Первые два варианта отпали, так как до конца испытаний не вышли из «бумажной стадии» и прототип решено было оснастить Р15Б-300. Но и этот двигатель сильно запаздывал, поэтому на самолёт был установлен уже находящийся в производстве АЛ-7Ф. Эскизный проект П-1 предусматривал лобовой воздухозаборник с размещением в наплыве над ним одной из антенн РЛС по типу опытного Т-3. Однако из-за размеров РЛС подобное решение не могло быть применено, поэтому П-1 стал первым самолётом ОКБ Сухого с боковым размещением воздухозаборников. На передней кромке крыла треугольной формы выделялся характерный «уступ» (аналогичный таковому на Т-3), рекомендованный ЦАГИ. Топливо располагалось в двух фюзеляжных и четырёх крыльевых баках общей ёмкостью 2410 литров. Вместе с подвесным баком объёмом 950 л запас топлива должен был обеспечить дальность 1400 и 2000 км соответственно.
Опытный экземпляр был построен в июне 1957 года; к 10 июня перемещён на аэродром ЛИИ. Первый полёт на П-1 состоялся 12 июля в Жуковском (лётчик-испытатель Н. И. Коровушкин). Затем к испытаниям подключился лётчик ЛИИ Э. В. Елян. До 26 ноября самолёт совершил четыре испытательных полёта. В то же время на заводе № 153 в Новосибирске начали строить три самолёта под запланированные ТРД Р15Б-300. Тем не менее, вначале не удалось довести до рабочего состояния систему перехвата «Ураган-1», затем в пользу К-8 были прекращены работы по ракетам К-7. 
В 1958 году П. О. Сухой предложил вариант низковысотного перехватчика П-2, в котором П-1 оснащался РЛС «Пантера» и двумя ракетами «воздух-воздух» К-9. Однако для автоматизированного наведения П-2 с помощью разрабатывавшейся системы «Воздух-1» возникла необходимость в самолёте-ретрансляторе. В это время ОКБ Сухого начало проектирование тяжёлого перехватчика Т-37 и не имело возможности заниматься разработкой двух самолетов одновременно. Это обстоятельство поставило точку в истории П-1; опытный самолёт некоторое время использовался в качестве летающей лаборатории, а затем был пущен на слом.

## Вооружение

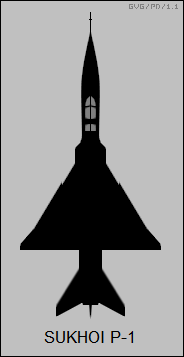

В обоих вариантах перехватчик оснащался подкрыльевыми точками подвески. В варианте П-1 боевая нагрузка самолёта варьировалась. Предусматривалась подвеска двух ракет К-7, либо двух АРС-212 и пятьюдесяти АРС-57 либо 32-х турбореактивных ТРС-85, стабилизировавшихся вращением.

## Авионика
В состав системы управления самолётом входил автопилот АП-28. Наведение перехватчика должно было осуществляться в автоматизированном режиме. Кроме того, в состав оборудования входил радиовысотомер РВ-У, гирокомпас ГИК-1, передатчик РСИУ-4, интерком СПУ-1 и некоторое другое оборудование.

## Модификации
- П-1 — базовая версия.
- П-2 — вариант низковысотного перехватчика с РЛС «Пантера» и ракетами К-9. Оснащался двумя двигателями ВК-11[2].

## Оценка самолёта
П-1 рассматривается как достаточно передовой для своего времени перехватчик, техническими решениями напоминающий F-104B.
Однако опытный П-1 с двигателем меньшей тяги, лишённый РЛС, аппаратуры наведения и вооружения, позволял лишь определить взлётно-посадочные характеристики и параметры устойчивости и управляемости на некоторых режимах, а также оценить саму платформу. Однако в условиях срыва поставки запланированных двигателей и вооружения самолёт оказался не нужен ни заказчику, ни ОКБ Сухого.